# Raión de Miory
Miory (en bielorruso: Міёрскі раён) es un raión o distrito de Bielorrusia, en la provincia (óblast) de Minsk. 
Comprende una superficie de 1787 km².
El centro administrativo es la ciudad de Miory.

## Demografía
Según estimación 2010 contaba con una población total de 24364 habitantes.